# Mesosignum multidens
Mesosignum multidens là một loài chân đều trong họ Mesosignidae. Loài này được Menzies & Frankenberg miêu tả khoa học năm 1967.